# Berberis verticillata
Berberis verticillata är en berberisväxtart som beskrevs av Porphir Kiril Nicolai Stepanowitsch Turczaninow. Berberis verticillata ingår i släktet berberisar, och familjen berberisväxter. Inga underarter finns listade i Catalogue of Life.